# John Tresidder
John Tresidder (ur. 30 lipca 1932 w Newcastle) – australijski kolarz torowy i szosowy, dwukrotny medalista torowych mistrzostw świata.

## Kariera
Pierwszy sukces w karierze John Tresidder osiągnął w 1954 roku, kiedy to zdobył srebrny medal w sprincie indywidualnym amatorów podczas mistrzostw świata w Kolonii. W zawodach tych wyprzedził go jedynie Brytyjczyk Cyril Peacock, a trzecie miejsce zajął Francuz Roger Gaignard. Na rozgrywanych rok później mistrzostwach świata w Mediolanie w tej samej konkurencji Tresidder zajął trzecie miejsce, ulegając tylko Włochowi Giuseppe Ogni i Argentyńczykowi Jorge Bátizowi. Kilkakrotnie zajmował miejsca na podium zawodów cyklu Six Days, sześciokrotnie zwyciężając. Startował również w wyścigach szosowych, ale bez większych sukcesów. Nigdy nie wystąpił na igrzyskach olimpijskich.